# Mitch Halpern
Mitch Halpern (14 luglio 1967 – Las Vegas, 20 agosto 2000) è stato un arbitro di pugilato statunitense, che ha preso parte a diversi titolati e storici match di boxe.

## Biografia
Halpern ha iniziato la sua carriera nel marzo 1991 e ha continuato ad arbitrare 87 incontri di campionato e centinaia di combattimenti senza titolo in tutto il mondo. Mitch si è anche offerto volontario per una fondazione che esaudisce i desideri per i bambini che soffrono di condizioni mediche pericolose per la vita.
Halpern è soprattutto ricordato per aver arbitrato il leggendario primo incontro tra Holyfield e Tyson, rinunciando ad arbitrare il rematch.
Prima della sua morte prematura nel 2000, Mitch Halpern era considerato "una stella nascente" nello sport. L'arbitro di boxe veterano Joe Cortez ha osservato che considerava Halpern uno dei migliori arbitri di boxe, il che sembrava essere un sentimento comune nel settore. Un promotore di boxe ha commentato che Halpern "non ha mai perso il controllo sul ring".
Per raggiungere questo obiettivo è necessario che un arbitro mantenga il rispetto dei combattenti e dei loro angoli e non sia influenzato dal non fare la cosa giusta dalla politica o dal sentimento del pubblico. Implica anche l'intelligenza per "leggere un combattimento" e comprendere la psicologia delle dinamiche di un combattimento, che si muove molto rapidamente. Il dottor Elias Ghanem, che era presidente della Nevada State Athletic Commission quando Halpern morì, lo definì "un vero arbitro coraggioso".
Halpern è morto il 20 agosto 2000 nella sua casa a sud di Las Vegas per una ferita da arma da fuoco autoinflitta alla testa. Aveva 33 anni.